# Сіснес (Чилі)
Сіснес (ісп. Cisnes) — Комуна в Чилі. Адміністративний центр комуни — Пуерто-Сіснес. Населення — 2507 осіб (2002). Селище і комуна входять до складу провінції Айсен та регіону Айсен.
Територія комуни — 16 093 км². Чисельність населення — 6076 осіб (2007). Щільність населення — 0,36 чол./км².

## Розташування
Селище Пуерто-Сіснес розташоване за 105 км на північний захід від адміністративного центру області міста Кояїке та за 73 км на північ від адміністративного центру провінції міста Пуерто-Айсен.
Комуна межує:
- на півночі — c комунами Палена, Чайтен
- на сході — з комунами Лаго-Верде, Кояїке
- на півдні — з комуною Айсен
- на заході — з комуною Гуайтекас

На заході комуни розташований Тихий океан.

## Демографія
Згідно з даними, зібраними під час перепису Національним інститутом статистики, населення комуни становить 6076 осіб, з яких 3630 чоловіків та 2446 жінок.
Населення комуни становить 6,05 % від загальної чисельності населення регіону Айсен, при цьому 51,09 % належить до сільського населення і 48,91 % — міське населення.